# Saittaranjärvi
Saittaranjärvi är en sjö i kommunen Kouvola i landskapet Kymmenedalen i Finland. Arean är 39 hektar och strandlinjen är 2,87 kilometer lång. Sjön  ingår i Summajokis huvudavrinningsområde.   Den ligger omkring 37 kilometer norr om Kotka och omkring 130 kilometer nordöst om Helsingfors. 